# Liste des aéroports en Corée du Sud
Ci-après la liste des aéroports de Corée du Sud:

## Carte
| \| 50 km1:8 448 000 \| Cheongju Daegu Busan · Gimhae Séoul · Gimpo Gunsan Gwangju Séoul · Incheon Jeju Muan Pohang Sachéon Ulsan Wonju Yangyang Yeosu |
| 50 km1:8 448 000 |

## Liste desaéroportsenCorée du Sud
Regroupés par type et classés par emplacement.
| Type d'aéroport | Ville                            | OACI                       | AITA | Opérateur                                                                                  | Nom                                                 |
| --------------- | -------------------------------- | -------------------------- | ---- | ------------------------------------------------------------------------------------------ | --------------------------------------------------- |
| Civil           | Seoul/Incheon                    | RKSI                       | ICN  | Incheon International Airport Corporation                                                  | Séoul-Incheon                                       |
| Civil           | Seoul/Gimpo                      | RKSS                       | GMP  | Korea Airports Corporation                                                                 | Séoul-Gimpo                                         |
| Civil           | Yangyang                         | RKNY                       | YNY  | Korea Airports Corporation                                                                 | Yangyang                                            |
| Civil           | Jeju                             | RKPC                       | CJU  | Korea Airports Corporation                                                                 | Jeju                                                |
| Civil           | Ulsan                            | RKPU                       | USN  | Korea Airports Corporation                                                                 | Ulsan                                               |
| Civil           | Muan                             | RKJB                       | MWX  | Korea Airports Corporation                                                                 | Muan                                                |
| Civil           | Yeosu                            | RKJY                       | RSU  | Korea Airports Corporation                                                                 | Yeosu                                               |
| Mixte           | Wonju/Hoengseong                 | RKNW                       | WJU  | Korea Airports Corporation, Force aérienne de la république de Corée                       | Wonju                                               |
| Mixte           | Daegu                            | RKTN                       | TAE  | Korea Airports Corporation, Force aérienne de la république de Corée                       | Daegu                                               |
| Mixte           | Cheongju                         | RKTU                       | CJJ  | Korea Airports Corporation, Force aérienne de la république de Corée                       | Cheongju                                            |
| Mixte           | Pohang                           | RKTH                       | KPO  | Korea Airports Corporation, Marine de la république de Corée                               | Pohang                                              |
| Mixte           | Busan/Gimhae                     | RKPK                       | PUS  | Korea Airports Corporation, Force aérienne de la république de Corée                       | Pusan-Gimhae                                        |
| Mixte           | Sachéon                          | RKPS                       | HIN  | Korea Airports Corporation, Force aérienne de la république de Corée                       | Sachéon                                             |
| Mixte           | Gwangju                          | RKJJ                       | KWJ  | Korea Airports Corporation, Force aérienne de la république de Corée                       | Gwangju                                             |
| Mixte           | Gunsan                           | RKJK                       | KUV  | Korea Airports Corporation, United States Air Force (USAFK)                                | Séoul-Gimpo                                         |
| Public          | Taean                            | RKTA                       |      | Hanseo University, Korea Express Air                                                       | Hanseo University Taean Airfield                    |
| Public          | Uljin                            | RKTL                       | UJN  | Busan Regional Aviation Administration, Korea Aerospace University, Korea Aviation College | Uljin Airfield                                      |
| Public          | Jeju/Seogwipo                    | RKPD                       | JDG  | Korean Air, Korea Aerospace University                                                     | Jeongseok Airfield                                  |
| Militaire       | Séoul/Seongnam                   | RKSM                       | SSN  | Force aérienne de la république de Corée                                                   | Seoul Air Base                                      |
| Militaire       | Goyang                           | RKRS                       |      | Republic of Korea Army, Korea Aerospace University                                         | Susaek Air Base                                     |
| Militaire       | Suwon                            | RKSW                       | SWU  | Force aérienne de la république de Corée                                                   | Suwon Air Base                                      |
| Militaire       | Pyeongtaek/Osan                  | RKSO                       | OSN  | United States Air Force (USAFK)                                                            | Osan Air Base                                       |
| Militaire       | Sokcho                           | RKND                       | SHO  | Republic of Korea Army                                                                     | Sokcho Air Base                                     |
| Militaire       | Kangnung                         | RKNN                       | KAG  | Force aérienne de la république de Corée                                                   | Gangneung Air Base                                  |
| Militaire       | Chungju                          | RKTI                       |      | Force aérienne de la république de Corée                                                   | Jungwon Air Base                                    |
| Militaire       | Cheongju/Korea Air Force Academy | RKTE                       |      | Force aérienne de la république de Corée                                                   | Seongmu Air Base                                    |
| Militaire       | Seosan                           | RKTP                       | HMY  | Force aérienne de la république de Corée                                                   | Seosan Air Base                                     |
| Militaire       | Jinhae                           | RKPE                       | CHF  | Marine de la république de Corée                                                           | Jinhae Air Base                                     |
| Militaire       | Yecheon                          | RKTY                       | YEC  | Republic of Korea Air Force                                                                | Yecheon Air Base                                    |
| Militaire       | Jeonju                           | RKJU                       | CHN  | Republic of Korea Army                                                                     | Jeonju Air Base                                     |
| Militaire       | Mokpo                            | RKJM                       | MPK  | Marine de la république de Corée                                                           | Mokpo Air Base                                      |
| En projet       | Jeju/Seogwipo                    | Korea Airports Corporation |      |                                                                                            | Jeju Second International Airport (Not decided yet) |
| En projet       | Ulleung                          | Korea Airports Corporation |      |                                                                                            | Ulleung Airport                                     |
| En projet       | Sinan/Heuksando                  |                            |      | Korea Airports Corporation                                                                 | Heuksando Airport                                   |